# 関根梓
関根 梓（せきね あずさ、1996年6月14日 - ）は、日本の女性アイドルであり、女性アイドルグループ『アップアップガールズ（仮）』の元メンバーである。公式ニックネームは「せっきー」。
長野県出身。YU-M エンターテインメント所属。

## 略歴
1996年6月14日16時4分生まれ。名前の由来は「（出身地である長野県を流れる）梓川のように清く美しく長くて広い心で育ちますように」とのこと。
2004年、通っていたジャズダンススクールの先生が応募した、ハロプロ エッグ オーディション2004に合格し、ハロプロエッグ第1期生の一員となった。2007年5月、初めて行われたハロー!プロジェクト新人公演に出演。これが関根にとって初舞台となった。なお、マイクを持って歌うことはできなかった。その後、ステージの中央に立てていた時期もあったが、いつしかステージの端で踊る存在になっていた。
2010年の夏に、所属事務所よりハロプロエッグの研修課程修了という通達があり、11月28日に横浜BLITZで行われた『2010 ハロー!プロジェクト新人公演11月 〜横浜JUMP!〜』がハロプロエッグとしての最後のステージとなった。その後、所属事務所より女性アイドルグループ『アップフロントガールズ（仮）』としての活動を打診され、関根はこれを即座に了承した。「ちゃんとした結果を残してから辞めたいとずっと思っていた」というのがその理由である。
2011年2月22日、K-POPカバーダンスグループ『UFZS』が結成され、そのメンバーとなり、同年3月9日には、ハロプロエッグの研修課程を修了したことが正式に発表された。4月1日、アップフロントガールズ（仮）としてのブログ「アップフロントガールズ（仮）オフィシャルブログ」が開始された。後にグループ名は『アップアップガールズ（仮）』に改名された。
2012年より、NHK Eテレ『テストの花道』にレギュラー出演した。
2013年5月にニコニコ動画へアップロードされた「【踊ってみた】にんじゃりばんばん 関根梓」は、再生回数が10万回を超えた。同動画の撮影中に関根の後ろをはとバスの車両が通ったことが話題になり、また、同動画の影響でアップアップガールズ（仮）を初めて知った人がいるという。
同年8月31日、横浜BLITZにて行われたアップアップガールズ（仮）のライブ、アップアップガールズ（仮）1stライブハウスツアー アプガ第二章（仮）開戦〜横浜リベンジ決戦〜で、「アッパーカット!」のパフォーマンス中に左足首をひねり、靭帯部分断裂と診断された。怪我をして以降「ペースが全く掴めな」いなど、悪いこともあったが、「普段は踊っているので見えなかった部分もすごく見え」るなど、良いこともあったという。同怪我は12月17日までに完治した。
2015年3月、ぐんま観光特使で、関根と同じくアップアップガールズ（仮）のメンバーである新井愛瞳との「地元PR対決」に勝利し「しあわせ信州応援アイドル」に就任。2016年1月には、小海線全線開通80周年を記念し「小海線沿線地域特別応援大使」に就任した。
2021年1月1日、アップアップガールズ（仮）のリーダーに就任。
2021年9月29日、「頚椎症性神経根症」の診断を受けライブ活動休止を発表。療養の後、同年11月より復帰した。
2023年12月23日、アップアップガールズ（仮）を卒業することを発表し、同月30日に卒業した。

## 人物
- アップアップガールズ（仮）でのメンバーカラーは赤である[30]が、かつてはオレンジであった[31]。これは2011年6月6日に行われた「アップフロントガールズ（仮）メンバーカラー決め大抽選会」にて決定した[32]もので、UFZSでの担当カラーもオレンジであった[33]。
- アップアップガールズ（仮）では、曲の歌いだしなど重要なパートを任されることが多い[34]。
- アップアップガールズ（仮）でのキャラは小悪魔[35]・宇宙人[36]。
- ハロプロエッグやアップアップガールズ（仮）で活動中も、長野県から仕事のたびに上京していた[2]（2017年時点[37]）。
- 犬を自宅で8匹飼っていた[5][38]。雑誌「UTB+」の取材で、一番大きい犬を枕として寝ていると言ったところ（その犬は）「苦しくて動けない」とインタビューアーに指摘されたが、それに対し悪びれた様子が無かったことから、キャラは天然であると評価を受けた[38]。

## 作品

### 映像作品
- 第一回 ハロー!プロジェクト新人公演 〜さるの刻〜/〜とりの刻〜（2007年）
- 2008 ハロー!プロジェクト新人公演9月 〜芝公園STEP!〜（2008年11月）[39]
- 2009 ハロー!プロジェクト新人公演6月 〜中野STEP!〜（2009年9月）[40]

## 出演

### ライブ・コンサート
- 第一回 ハロー!プロジェクト新人公演 〜さるの刻〜/〜とりの刻〜（2007年5月13日、渋谷C.C.Lemonホール）[10]
- 2007 ハロー!プロジェクト新人公演11月 〜品川で会いましょう〜（2007年11月23日、品川ステラボール）[41]
- 2008 ハロー!プロジェクト新人公演6月 〜赤坂HOP!〜（2008年6月22日、赤坂BLITZ）[42]
- 2008 ハロー!プロジェクト新人公演9月 〜芝公園STEP!〜（2008年9月23日、メルパルクホール）[43]
- 2008 ハロー!プロジェクト新人公演11月 〜横浜JUMP!〜（2008年11月24日、横浜BLITZ）[44]
- 2009 ハロー!プロジェクト新人公演4月 〜横浜HOP!〜（2009年4月4日・5日、横浜BLITZ）[45]
- 2009 ハロー!プロジェクト新人公演6月 〜中野STEP!〜（2009年6月7日、中野サンプラザ）[46]
- 2009 ハロー!プロジェクト新人公演9月 〜横浜JUMP!〜（2009年9月23日、横浜BLITZ）[47]
- 2009 ハロー!プロジェクト新人公演11月 〜横浜FIRE!〜（2009年11月23日、横浜BLITZ）[48]
- 2010 ハロー!プロジェクト新人公演3月 〜横浜GOLD!〜（2010年3月27日、横浜BLITZ）[49]
- 2010 ハロー!プロジェクト新人公演6月 〜横浜HOP!〜（2010年6月5日、横浜BLITZ）[50]
- 2010 ハロー!プロジェクト新人公演9月 〜横浜STEP!〜（2010年9月5日、横浜BLITZ）[51]
- 2010 ハロー!プロジェクト新人公演11月 〜横浜JUMP!〜（2010年11月28日、横浜BLITZ）[52]
- 関根梓25th Special アズーサンの音楽隊（2021年6月14日、表参道GROUND）[53]

### 舞台
- 2009年秋期エッグ研修発表会〜女優宣言〜（2009年10月7日・9日、池袋シアターグリーン BIG TREE THEATER）
- 2010年秋季エッグ研修発表会〜女優宣言〜（2010年10月3日、時事通信ホール）[54]
- 私立グリグリ学園（2012年5月5日、新宿文化センター 小ホール）[55]

### イベント
- ハロプロ エッグ デリバリーステーション in 夏Sacas'09 SacasWaterPark（2009年7月31日・8月21日、赤坂サカス）[56]
- アップアップガールズ（関根）魂伝承（2021年3月14日、下北沢ろくでもない夜）[57]
- 渋谷LOFT9アイドル倶楽部vol.23（2021年5月14日、無観客イベント）[58]
- 遊ぶ。暮らす。育てる。SATOYAMA & SATOUMIへ行こう2022（2022年4月3日、幕張メッセ国際展示場ホール3）[59]

### 映画
- 讐 〜ADA〜（2013年7月27日公開[60]）[61]

### テレビ
- テストの花道（2012年4月 - 2014年3月、NHK Eテレ）[62][18]
- 方言彼女。0（2012年12月、東名阪ネット6） - 方言デートキャスト[63]

### ドラマ
- サクラ咲く（2016年3月6日 - 27日[64]、全4話、NOTTV）[65] - 光田琴穂 役[66]

### インターネットテレビ
- To be（2011年8月24日 - 9月28日、フジテレビ『見参楽』）[67]

### キャンペーン
- しあわせ信州応援アイドル（2015年3月 - 、長野県）[23][68]
- 小海線沿線地域特別応援大使（2016年1月 - 、長野県）[24][69]